# Trupanea femoralis
Trupanea femoralis är en tvåvingeart som först beskrevs av Thomson 1869.  Trupanea femoralis ingår i släktet Trupanea och familjen borrflugor. Inga underarter finns listade i Catalogue of Life.